# ريكوبا سودأمريكانا 2009
ريكوبا سودأمريكانا 2009 هو الموسم 17 من ريكوبا سودأمريكانا. أشرف على تنظيمه كونميبول، وكان عدد الأندية المشاركة فيه 2، وفاز فيه ليجا دي كويتو.